# Niedersachsenpokal
Der Niedersachsenpokal (kurz NFV-Pokal) ist ein niedersächsischer Fußballwettbewerb für Amateurligisten der Herren und Frauen. Bei den Herren sind auch die niedersächsischen Profimannschaften der 3. Liga startberechtigt.

## Herren

### Übersicht
Als Herrenwettbewerb wird er seit 1956 vom NFV ausgetragen und trägt seit der Saison 2010/11 die Bezeichnung Krombacher-Pokal. Der Sieger sowie bis 2018 der unterlegene Finalist qualifizieren sich für die erste Hauptrunde des DFB-Pokals.
Das Teilnehmerfeld setzt sich zusammen aus allen niedersächsischen Mannschaften der 3. Liga und der Regionalliga, allen Mannschaften der Oberliga Niedersachsen sowie den Bezirkspokalsiegern der Vorsaison. Zweite Mannschaften sind nach einer Reform des DFB- und NFV-Pokals nicht mehr startberechtigt. Sollten die Bezirkspokalsieger der Vorsaison in die Oberliga aufgestiegen sein, so nimmt eine andere Mannschaft den Startplatz des entsprechenden Bezirkspokalsiegers ein; in der Regel ist dies die im Finale des Bezirkspokals unterlegene Mannschaft. Heimrecht hat jeweils die unterklassige Mannschaft, bei Klassenkontrahenten wird das Heimrecht gelost.
In der Saison 2008/09 startete der Pokal mit 41 Mannschaften. Dieser Umstand wurde häufig kritisiert, da durch die ungerade Anzahl an Teilnehmern in den einzelnen Runden zahlreiche Freilose vergeben werden mussten. Seit der Saison 2009/10 startete bisher stets eine gerade Anzahl an Teilnehmern, womit diese Problematik umgangen und Freilose nur in der ersten Runde vergeben wurden. Dabei starteten 2009/10 noch 40 Mannschaften, 2010/11 hingegen nur noch 26. Die Zusammenlegung der Oberliga Niedersachsen Ost mit der Oberliga Niedersachsen West zur neuen eingleisigen Oberliga Niedersachsen zur Saison 2010/11 ist der Hauptgrund für den starken Rückgang der Teilnehmerzahl.
In der Saison 1954/55 trug der NFV einen Vorgängerwettbewerb aus. Da die niedersächsische Qualifikation für den Pokalwettbewerb des Norddeutschen Fußball-Verbandes aus Termingründen nicht rechtzeitig abgeschlossen werden konnte, nominierte der NFV die Teilnehmer am Nordpokal aufgrund ihrer Platzierung in der Amateuroberliga Niedersachsen. Die bereits begonnene Qualifikationsrunde wurde stattdessen als Niedersachsenpokal weitergeführt, Sieger wurde der VfB Uslar, der sich im Finale am 31. Juli 1955 in Nienburg/Weser mit 4:2 gegen den FC Norden durchsetzte.
Ab der Saison 2018/19 wird der Pokalwettbewerb in zwei voneinander getrennten sogenannten Wettbewerbsbäumen ausgerichtet. In dem einen Wettbewerbsbaum (Krombacher Niedersachsenpokal 3. Liga und Regionalliga) spielen die niedersächsischen Mannschaften der 3. Liga und Regionalliga Nord einen Vertreter des NFV für den DFB-Pokal der folgenden Saison aus, während im zweiten Wettbewerbsbaum (Krombacher Niedersachsenpokal Amateure) die Vertreter der Oberliga Niedersachsen und die vier Pokalsieger der jeweiligen NFV-Bezirke den anderen Teilnehmer ermitteln. Im jährlichen Wechsel wird eines der beiden Pokalfinale beim Finaltag der Amateure live in der ARD übertragen.

### Sieger 1956 bis 2018
Die Ehrentafel der NFV-Pokalsieger:
- 1956: VfV Hildesheim
- 1957: Sportfreunde Lebenstedt
- 1958: VfB Peine
- 1959: SpVgg Preußen Hameln
- 1960: TSR Olympia Wilhelmshaven
- 1961: Sportfreunde Lebenstedt
- 1962: VfL Wolfsburg
- 1963: 1. SC Göttingen 05
- 1964: Sportfreunde Salzgitter
- 1965: Wolfenbütteler SV
- 1966: TuS Haste 01
- 1967: 1. SC Göttingen 05 II
- 1968: Roland Delmenhorst
- 1969: Einbecker SV 05
- 1970: TuS Bodenteich
- 1971: VfL Rütenbrock
- 1972: 1. FC Wolfsburg
- 1973: TSV Burgdorf
- 1974: Eintracht Nordhorn
- 1975: Sportfreunde Salzgitter
- 1976: VfV Hildesheim
- 1977: TuS Hessisch Oldendorf
- 1978: MTV Gifhorn
- 1979: nicht ausgespielt
- 1980: Borussia Hannover
- 1981: TuS Celle
- 1982: Hannover 96 Am.
- 1983: TuS Lingen
- 1984: Friesen Hänigsen
- 1985: VfR Langelsheim
- 1986: TSV Stelingen
- 1987: TSV Verden
- 1988: TSV Verden
- 1989: VfL Bückeburg
- 1990: TuS Bersenbrück
- 1991: TSV Krähenwinkel/Kaltenweide
- 1992: Sportfreunde Ricklingen
- 1993: Sportfreunde Ricklingen
- 1994: Sportfreunde Oesede
- 1995: SSV Vorsfelde
- 1996: Kickers Emden
- 1997: Hannover 96
- 1998: Hannover 96
- 1999: SV Meppen
- 2000: Kickers Emden
- 2001: FC Schüttorf 09
- 2002: VfL Wolfsburg Am.
- 2003: VfL Wolfsburg Am.
- 2004: Eintracht Braunschweig
- 2005: VfL Osnabrück
- 2006: BV Cloppenburg
- 2007: SV Wilhelmshaven
- 2008: Eintracht Nordhorn
- 2009: Kickers Emden
- 2010: SV Wilhelmshaven
- 2011: Eintracht Braunschweig
- 2012: TSV Havelse
- 2013: VfL Osnabrück
- 2014: BSV Rehden
- 2015: VfL Osnabrück
- 2016: SV Drochtersen/Assel
- 2017: VfL Osnabrück
- 2018: SV Drochtersen/Assel

### Sieger ab 2019
| 3. Liga und Regionalliga - 2019: SV Drochtersen/Assel - 2020: TSV Havelse - 2021: SV Meppen - 2022: BSV Rehden - 2023: VfL Osnabrück - 2024: SV Meppen - 2025: Blau-Weiß Lohne | Amateure - 2019: SV Atlas Delmenhorst - 2020: MTV Eintracht Celle - 2021: VfL Oldenburg 1 - 2022: Blau-Weiß Lohne - 2023: TuS Bersenbrück - 2024: VfV 06 Hildesheim - 2025: SV Atlas Delmenhorst |

### Rekordsieger
Die folgende Tabelle gibt einen Überblick über die Rekordpokalsieger. Aufgeführt werden alle Vereine mit mindestens zwei Pokalsiegen. Da seit der Saison 2018/19 kein Gesamtsieger mehr ermittelt wird, werden in der Tabelle seitdem die Finalgewinner beider Turnierbäume als Sieger geführt.
| Rang | Verein                  | Pokalsiege | Jahre                           |
| --- | ----------------------- | ---------- | ------------------------------- |
| 1 | VfL Osnabrück           | 5          | 2005, 2013, 2015, 2017, 2023 3R |
| 2 | Sportfreunde Salzgitter | 4          | 1957 LS, 1961 LS, 1964, 1975    |
| 3 | SV Drochtersen/Assel    | 3          | 2016, 2018, 2019 3R             |
| 3 | Kickers Emden           | 3          | 1996, 2000, 2009                |
| 3 | Hannover 96             | 3          | 1982 II, 1997, 1998             |
| 3 | VfV Hildesheim          | 3          | 1956, 1976, 2024 A              |
| 3 | SV Meppen               | 3          | 1999, 2021 3R, 2024 3R          |
| 3 | VfL Wolfsburg           | 3          | 1962, 2002 II, 2003 II          |
| 9 | TuS Bersenbrück         | 2          | 1990, 2023 A                    |
| 9 | Eintracht Braunschweig  | 2          | 2004, 2011                      |
| 9 | SV Atlas Delmenhorst    | 2          | 2019 A, 2025 A                  |
| 9 | 1. SC Göttingen 05      | 2          | 1963, 1967 II                   |
| 9 | TSV Havelse             | 2          | 2012, 2020 3R                   |
| 9 | Blau-Weiß Lohne         | 2          | 2022 A, 2025 3R                 |
| 9 | Eintracht Nordhorn      | 2          | 1974, 2008                      |
| 9 | BSV Rehden              | 2          | 2014, 2022 3R                   |
| 9 | Sportfreunde Ricklingen | 2          | 1992, 1993                      |
| 9 | TSV Verden              | 2          | 1986, 1987                      |
| 9 | SV Wilhelmshaven        | 2          | 2007, 2010                      |
| LS Die zwei Titel wurden unter dem früheren Vereinsnamen Sportfreunde Lebenstedt gewonnen. II Der Titel wurde von der zweiten Mannschaft des Vereins gewonnen. 3R Sieger des Wettbewerbes für die 3. Liga und Regionalliga. A Sieger des Wettbewerbes für die Amateure. |                         |            |                                 |

## Frauen

### Geschichte und Modus
Der Niedersachsenpokal der Frauen wird seit 1974 ausgetragen und trägt aus Sponsoringgründen den Namen AOK-Frauenpokal. Am Wettbewerb nehmen die niedersächsischen Vereine aus der Regionalliga Nord, die Mannschaften der beiden Staffeln der Oberliga Niedersachsen sowie die Sieger der vier Bezirkspokalwettbewerbe teil. Zweite Mannschaften sind nicht teilnahmeberechtigt. Bei allen Spielen hat die klassenniedrigere Mannschaft Heimrecht. Endet ein Spiel nach Ablauf der regulären Spielzeit unentschieden, so fällt die Entscheidung im Elfmeterschießen. Dies gilt nicht für das Endspiel, bei dem zunächst die Verlängerung gespielt wird. Sollte es dann immer noch unentschieden stehen, fällt die Entscheidung im Elfmeterschießen.
Seit 1980 qualifiziert sich der Niedersachsenpokalsieger für den DFB-Pokal der Frauen, der erstmals in der Saison 1980/81 ausgespielt wurde. Zwischen 1991 und 1998 nahm der unterlegene Niedersachsenpokalfinalist ebenfalls am DFB-Pokal teil, da der Niedersächsische Fußballverband stets zu den Landesverbänden gehörte, der die meisten Frauenmannschaften im Spielbetrieb hatte. Seit 1999 qualifiziert sich nur noch der Landespokalsieger für den DFB-Pokal. Sollte der Landespokalsieger sich als Aufsteiger in die 2. Bundesliga qualifizieren, rückt der unterlegene Pokalfinalist nach.
Rekordpokalsieger ist der VfL Wolfsburg mit zehn Erfolgen. Davon entfielen sechs Titel auf den VfR Eintracht Wolfsburg, einen auf den WSV Wendschott und drei auf die zweite Mannschaft des VfL Wolfsburg. Die Fußballerinnen des VfR Eintracht waren im Jahre 1996 zum WSV Wendschott und dann 2003 zum VfL Wolfsburg gewechselt. Amtierender Titelträger ist Hannover 96.

### Sieger
- 1974: SG Nüttermoor/Germania Leer
- 1975: Sparta Göttingen
- 1976: Sparta Göttingen
- 1977: SV Arminia Hannover
- 1978: Rotenburger SV
- 1979: VfL Wilhelmshaven
- 1980: VfR Eintracht Wolfsburg
- 1981: VfL Wittekind Wildeshausen
- 1982: VfL Wittekind Wildeshausen
- 1983: VfR Eintracht Wolfsburg
- 1984: VfL Wittekind Wildeshausen
- 1985: VfR Eintracht Wolfsburg
- 1986: VfL Wittekind Wildeshausen
- 1987: TSV Fortuna Sachsenross
- 1988: VfR Eintracht Wolfsburg
- 1989: VfR Eintracht Wolfsburg
- 1990: VfR Eintracht Wolfsburg
- 1991: VfL Wittekind Wildeshausen
- 1992: TV Jahn Delmenhorst
- 1993: SV Victoria Gersten
- 1994: Wolfenbütteler SV
- 1995: VfL Wittekind Wildeshausen
- 1996: TV Jahn Delmenhorst
- 1997: TV Jahn Delmenhorst
- 1998: WSV Wendschott
- 1999: FSV Westerstede
- 2000: SV Victoria Gersten
- 2001: SV Victoria Gersten
- 2002: FSV Westerstede
- 2003: SV Victoria Gersten
- 2004: TV Jahn Delmenhorst
- 2005: SuS Timmel
- 2006: VfL Oythe
- 2007: Mellendorfer TV
- 2008: VfL Oythe
- 2009: VfL Wolfsburg II
- 2010: BV Cloppenburg
- 2011: TSG Burg Gretesch
- 2012: VfL Wolfsburg II
- 2013: VfL Wolfsburg II
- 2014: SV Union Meppen
- 2015: SV Union Meppen
- 2016: SV Union Meppen
- 2017: TV Jahn Delmenhorst
- 2018: Hannover 96
- 2019: Eintracht Braunschweig
- 2020: TV Jahn Delmenhorst
- 2021: FC Pfeil Broistedt  1
- 2022: VfL Jesteburg
- 2023: TSV Barmke
- 2024: ESV Rot-Weiß Göttingen
- 2025: Hannover 96

### Rekordsieger
Die folgende Tabelle gibt einen Überblick über die Anzahl der Pokalsiege.
| Rang | Verein                     | Pokalsiege    | Jahr(e)                                                    |
| --- | -------------------------- | ------------- | ---------------------------------------------------------- |
| 1 | VfL Wolfsburg II 1 2       | 100           | 1980, 1983, 1985, 1988, 1989, 1990, 1998, 2009, 2012, 2013 |
| 2 | TV Jahn Delmenhorst        | 6             | 1992, 1996, 1997, 2004, 2017, 2020                         |
| 2 | VfL Wittekind Wildeshausen | 6             | 1981, 1982, 1984, 1986, 1991, 1995                         |
| 4 | SV Victoria Gersten        | 4             | 1993, 2000, 2001, 2003                                     |
| 5 | SV Union Meppen            | 3             | 2014, 2015, 2016                                           |
| 6 | Sparta Göttingen           | 2             | 1975, 1976                                                 |
| 6 | Hannover 96                | 2             | 2018, 2025                                                 |
| 6 | VfL Oythe                  | 2             | 2006, 2008                                                 |
| 6 | FSV Westerstede            | 2             | 1999, 2002                                                 |
| 10 |                            |               |                                                            |
| TSV Barmke | 1                          | 2023          |                                                            |
| Eintracht Braunschweig | 1                          | 2019          |                                                            |
| TSG Burg Gretesch | 1                          | 2011          |                                                            |
| BV Cloppenburg | 1                          | 2010          |                                                            |
| ESV Rot-Weiß Göttingen | 1                          | 2024          |                                                            |
| SV Arminia Hannover | 1                          | 1977          |                                                            |
| TSV Fortuna Sachsenross | 1                          | 1987          |                                                            |
| VfL Jesteburg | 1                          | 2022          |                                                            |
| SG Nüttermoor/Germania Leer | 1                          | 1974          |                                                            |
| Mellendorfer TV | 1                          | 2007          |                                                            |
| FC Pfeil Broistedt | 1                          | 2021(per Los) |                                                            |
| Rotenburger SV | 1                          | 1978          |                                                            |
| SuS Timmel | 1                          | 2005          |                                                            |
| VfL Wilhelmshaven | 1                          | 1979          |                                                            |
| Wolfenbütteler SV | 1                          | 1994          |                                                            |
| 1 Die Pokalsiege in den Jahren 1980, 1983, 1985, 1988, 1989 und 1990 wurden noch vom VfR Eintracht Wolfsburg erzielt, dessen Frauenfußballabteilung im Jahre 1996 dem WSV Wendschott und später dem VfL Wolfsburg angegliedert wurde. 2 Der Pokalsieg im Jahre 1998 wurde noch vom WSV Wendschott erzielt, dessen Frauenfußballabteilung im Jahre 2003 dem VfL Wolfsburg angegliedert wurde. |                            |               |                                                            |